# John Sharland
Edward John Sharland (* 25. Dezember 1937 in Slough) ist ein britischer Diplomat.

## Leben
Sharland war von 1982 bis 1987 Generalkonsul des Vereinigten Königreichs in Perth. Von 1987 bis 1989 war er Generalkonsul in Cleveland. 
Dann war er von 1989 bis 1991 Hochkommissar in Papua-Neuguinea und von 1992 bis 1995 auf den Seychellen.